# Hitoshi Ichimura
Hitoshi Ichimura (壱村 仁, Ichimura Hitoshi) est une mangaka, scénariste et dessinatrice japonaise ayant travaillé sur divers projets tel le manga adapté du jeu vidéo Tales of Symphonia grâce à un concours organisé par le magazine japonais Monthly Comic Blade ou encore celui de Breath of Fire IV. Elle démarre en 2010 son premier manga original, Coda.
Elle est aussi une doujinka appréciée, et publie sous les pseudonymes de RaS, et moins communément Samwise. Ses doujins, tous à thématique Boy's Love, mettent en scène les personnages du jeu vidéo Kingdom Hearts.

## Œuvres
Mangas
- 2005 : Tales of Symphonia
- 2007 : Breath of Fire IV
- 2010 : Coda
- 2015 : Ken'en

Doujinshis (années de sortie inconnues)
- 24
- Crown
- Innocent
- Shinyuu wa Santa Clause
- Walking Together
- Colourful Sky
- After School Secret
- Silence, Blind
- Distance : Echoes of Memories
- Distance 01
- Distance 02
- Toy Box